# Burbage (Leicestershire)
Burbage è un paese di 114 568 abitanti della contea del Leicestershire, in Inghilterra.